# Julia Marlowe
Julia Marlowe (Cumberland, Inglaterra, 17 de agosto de 1865-Nueva York, 12 de noviembre de 1950) fue una actriz estadounidense de origen inglés, especialmente recordada por sus papeles en obras de William Shakespeare.

## Biografía
Cuando ella tenía cuatro años, su familia emigró a los Estados Unidos. Primeramente se establecieron en Kansas para mudarse poco después a Portsmouth (Ohio) y finalmente a Cincinnati.
Julia comenzó a cantar en un coro y en una compañía de ópera juvenil. La primera obra en la que actuó fue Pygmalion and Galatea de W. S. Gilbert, y su primer rol en una obra de Shakespeare fue Balthazar en Romeo y Julieta y María en Noche de reyes.
En 1895 debutó en Broadway (Nueva York), donde participaría en más de setenta obras de teatro. En 1904 interpretó a María Tudor en la obra de Paul Kester When Knighthood Was in Flower.